# Nienhagen (Rostock)
Nienhagen ist ein Ortsteil der Hansestadt Rostock und gehört zum Stadtbereich Rostock-Ost.

## Lage
Nienhagen liegt im Nordosten des Stadtgebiets von Rostock, etwa 10 Kilometer vom Rostocker Stadtzentrum entfernt. Ein großer Teil der Flächen des Ortsteils wird durch Gewerbegebiete belegt. Im Westen schließt sich Peez mit dem Gelände des Tanklagers an. Die nördliche Grenze bilden Stuthof und die Gemeinde Rövershagen. Im Osten schließt sich das Gemeindegebiet von Mönchhagen an, südliche Grenze ist der Ortsteil Hinrichsdorf. Das Ortsgebiet wird durch den Peezer Bach zum Breitling entwässert.

## Größe
Mit 5,2 km² und rund 600 Einwohnern gehört Nienhagen zu den geringer besiedelten Ortsteilen von Rostock. Die Höhe liegt zwischen 2 m und 5 m ü. NHN.

## Geschichte
Für Nienhagen gibt es, wie auch für weitere Orte in der Umgebung Rostocks, Belege für eine Existenz zu Beginn des 14. Jahrhunderts, sodass die Entstehung auf das 13. Jahrhundert datiert werden kann. Der dänische König Erich VI. Menved verlieh dem Ritter Johann Moltke den Ort, neben weiteren Orten in diesem Gebiet, u. a. Krummendorf und Toitenwinkel. Am 1. Juli 1950 wurde die bis dahin eigenständige Gemeinde Nienhagen bei Bentwisch eingegliedert. Am 1. Januar 1960 erfolgte die Eingemeindung nach Rostock. Ab den 1990er Jahren entstand im Bereich der Max-Garthe-Straße ein großes Wohngebiet für Einfamilienhäuser, durch das sich der Wohnungsbestand in Nienhagen bis 2019 nahezu verdreifachte.

## Wirtschaft
Über Jahrhunderte prägten Land- und Forstwirtschaft den Ort und der dörfliche Charakter Nienhagens blieb bis Mitte des 20. Jahrhunderts erhalten. Die wirtschaftliche Entwicklung Nienhagens begann mit dem 1960 eröffneten nahen Seehafen Rostock und der Autobahn 19. Nach 1990 nahm die wirtschaftliche Entwicklung enorm zu, im südlichen Gebiet Nienhagens entwickelte sich ein großes Gewerbegebiet mit Güterverkehrszentrum, mehreren Standorten der Logistikbranche, des Groß- und Einzelhandels sowie einem Industrieunternehmen des Windkraftanlagenbaus.

## Verkehr
Nienhagen ist über die  Anschlussstelle Rostock-Nord der Autobahn 19 zu erreichen. Durch den Ortsteil verläuft die – „Bäderstraße“ genannte – Landesstraße L22, die von Rostock-Dierkow nach Hinrichshagen und weiter nach Graal-Müritz führt. Mit der perspektivisch vorgesehenen Erweiterung des Hafengeländes wird der Bau einer Umgehungsstraße in Erwägung gezogen.
Nienhagen ist in das städtische Busliniennetz der RSAG über die Linien 16 und 18 eingebunden.